# المپیک تابستانی ۲۰۰۸
المپیک تابستانی ۲۰۰۸ (به انگلیسی: 2008 Summer Olympics) که به‌طور رسمی با نام «بازی‌های المپیاد بیست و نهم» شناخته می‌شود از ۱۸ مرداد تا ۳ شهریور ۱۳۸۷ (۸ اوت تا ۲۴ اوت ۲۰۰۸ میلادی) در شهر پکن در کشور جمهوری خلق چین برگزار شد. بازی‌ها دقیقاً در ساعت ۰۸:۰۸:۰۸ شب به وقت پکن (۱۲:۰۸:۰۸ به وقت گرینویچ) با روشن شدن مشعل المپیک به‌طور رسمی آغاز شد و با حضور تقریبی ۱۰٬۵۰۰ ورزشکار در ۲۸ رشتهٔ ورزشی به کار خود ادامه داد.
از آنجا که عدد «۸» در فرهنگ چین عدد خوش شانسی است، شمارش معکوس از این شماره آغاز شد و آغاز مراسم افتتاحیهٔ مسابقات نیز در ساعت هشت و هشت دقیقه و هشت ثانیه روزِ هشتِ اوتِ هشتمینِ ماهِ هشتمینِ سالِ هزارهِ سومِ میلادی بود.
به جز رقابت‌های سوارکاری که در هنگ کنگ و مسابقات قایقرانی بادبانی که در چینگدائو برگزار شد و هم چنین تعدادی از مسابقات فوتبال که در تیانجین، شاندونگ و چین هوانگ دائو انجام شد، بقیه رقابت‌ها در پکن میزبانی شدند.
فروش رسمی بلیت‌های مسابقات المپیک تابستانی ۲۰۰۸ پکن، از روز یکشنبه ۱۵ آوریل ۲۰۰۷ میلادی به‌طور رسمی آغاز شد.
نشان رسمی بازی‌ها، پکن رقصان نام دارد. شانس‌بیارهای پکن ۲۰۰۸ نیز پنج عروسک فووا هستند که هر کدام نشان‌گر یکی از حلقه‌های المپیک و نمادی از فرهنگ چینی‌اند.
بسیاری از تحلیل گران ورزشی بر این عقیده هستند که بازی‌های المپیک تابستانی پکن، سیاسی‌ترین دوره در تاریخ بازی‌های المپیک در دوران معاصر است.

## انتخاب محل برگزاری
| نتایج انتخابات محل برگزاری المپیک ۲۰۰۸ | نتایج انتخابات محل برگزاری المپیک ۲۰۰۸ | نتایج انتخابات محل برگزاری المپیک ۲۰۰۸ | نتایج انتخابات محل برگزاری المپیک ۲۰۰۸ |
| -------------------------------------- | -------------------------------------- | -------------------------------------- | -------------------------------------- |
| شهر                                    | کشور                                   | دور اول                                | دور دوم                                |
| پکن                                    | چین                                    | ۴۴                                     | ۵۶                                     |
| تورنتو                                 | کانادا                                 | ۲۰                                     | ۲۲                                     |
| پاریس                                  | فرانسه                                 | ۱۵                                     | ۱۸                                     |
| استانبول                               | ترکیه                                  | ۱۷                                     | ۹                                      |
| اوزاکا                                 | ژاپن                                   | ۶                                      | —                                      |

پکن در ۱۳ ژوئیه ۲۰۰۱ در اجلاس کمیته بین‌المللی المپیک در مسکو به عنوان میزبان این دوره از مسابقات انتخاب شد.
پیش از شروع انتخابات شهرهای هاوانا، قاهره، کوالالامپور و سویا که برای میزبانی این مسابقات اعلام آمادگی کرده اما نتوانسته بودند استانداردهای مورد نظر آی او سی برای میزبانی المپیک را به دست آورند، از فرایند رأی‌گیری کنار گذاشته شدند.

## جنجال‌های قبل از آغاز بازی‌ها
- دولت چین در آوریل ۲۰۰۷ میلادی اعلام کرد که از مخالفت تایوان با مسیر حرکت مشعل المپیک آینده شگفت‌زده شده‌است. مقام‌های چینی، تایوان را بخشی جدایی ناپذیر از خاک کشور خود قلمداد می‌کنند. اما مسئولان دولتی در تایوان گفته‌اند که نمی‌خواهند مشعل المپیک از خاک چین به کشورشان وارد شده یا از کشورشان به چین خارج شود.[۵]
- سازمان عفو بین‌الملل در اواخر آوریل ۲۰۰۷ میلادی و در اطلاعیه‌ای رسمی، دولت چین را متهم کرد که به بهانه آماده‌سازی مقدمات بازی‌های المپیک تابستانی ۲۰۰۸ در شهر پکن، به سرکوب مخالفان خود و «نقض حقوق بشر» دست زده‌است.[۶]
- مقامات کمیته بین‌المللی المپیک نگرانی خود را از وضعیت آلودگی هوا در پکن به مقامات چینی اعلام کرده‌اند. مسئولین کمیته بین‌المللی المپیک معتقدند که آلودگی روزافزون هوا در شهر پکن، می‌تواند بر نحوه فعالیت ورزشکاران شرکت‌کننده در المپیک سال آینده تأثیرات منفی بگذارد.[۷]

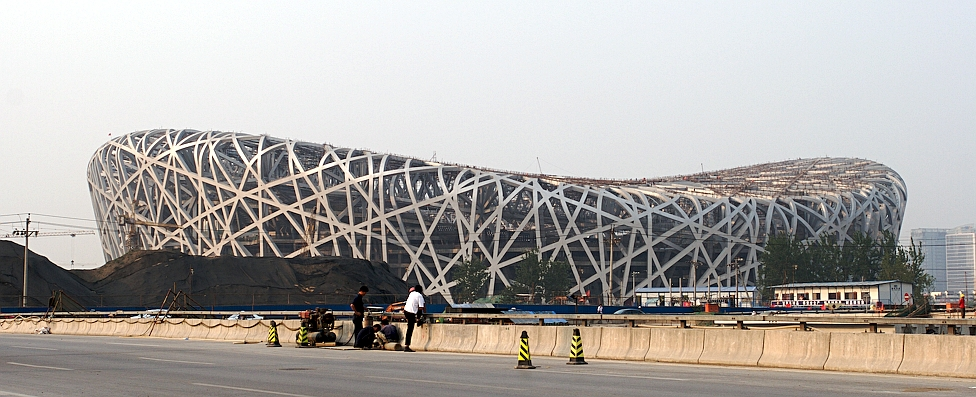
نمایی از استادیوم اصلی بازی‌های المپیک تابستانی ۲۰۰۸ موسوم به استادیوم ملی پکن.

## مراسم گشایش و پایانی
قرار بود تا استیون اسپیلبرگ و ژانگ ییمو به عنوان دو کارگردان سرشناس سینما به‌طور مشترک مراسم افتتاحیه و اختتامیه مسابقات المپیک تابستانی ۲۰۰۸ چین را طراحی کنند، اما در تاریخ ۱۲ فوریه ۲۰۰۸ میلادی اعلام شد که استیون اسپیلبرگ در اعتراض به اقدام نکردن دولت چین در فاجعه انسانی بحران دارفور از سمت خود به عنوان مدیر هنری افتتاحیه و اختتامیه بازی‌ها کناره‌گیری کرده‌است.

شعار مسابقات المپیک پکن به زبان‌های چینی و انگلیسی به معنی: یک جهان، یک آرزو.

پس از برگزاری مراسم افتتاحیه فاش شد که چند موضوع در این مراسم به شکل غیرواقعی بوده‌است، از جمله اینکه دخترک آوازخوان مراسم فقط لب می‌زده‌است و صدا متعلق به شخص دیگری بوده‌است. مقامات چینی علت این کار را زیبا نبودن خواننده اصلی که او هم یک دختر بچه بوده، اعلام کردند. همچنین مشخص شد که برخی از قسمت‌های در آن روز انجام نشده بود و مسئولین چینی از جلوه‌های ویژه از پیش تهیه شده‌استفاده کرده بودند.
هم چنین پس از مراسم مشخص شد که اغلب آتش‌بازی‌های مراسم نیز جلوه‌های کامپیوتری بوده‌است. حتی فاش شد تصاویری که از روی هلی‌کوپتر بر فراز ورزشگاه پخش می‌شد با ایجاد جلوه‌های سه بعدی از قبل ساخته شده بود. تمامی شبکه‌های تلویزیونی دنیا مجبور بودند این تصاویر را از طریق شبکهٔ المپیک بیجینگ (به انگلیسی: Beijing Olympic Broadcasting) تهیه کنند.

## تدارکات

### مواد غذایی
دولت چین تصمیم گرفت برای جلوگیری از رنجش خارجیان شرکت‌کننده در مراسم بازی‌های المپیک، گوشت سگ را از فهرست غذای ۱۱۲ رستوران رسمی المپیک خارج کند و از کارکنان این رستوران‌ها خواست به کسانی که گوشت سگ سفارش بدهند، غذای دیگری را پیشنهاد کنند. به رستوران‌ها هشدار داده شده بود که اگر از این دستور تخطی کنند، در لیست سیاه قرار خواهند گرفت. بعضی از چینی‌ها، گوشت سگ معروف به "گوشت معطر" را به خاطر خواص دارویی‌اش می‌خورند.

### آزمایش دوپینگ
ژاک روخه رئیس کمیته بین‌المللی المپیک اعلام کرد که شمار آزمایش‌های دوپینگ در المپیک پکن نسبت به دور گذشته بازی‌های المپیک ۲۵ درصد افزایش می‌یابد. آزمایش دوپینگ از افرادی صورت می‌گیرد که دربارهٔ نتایج آزمایش‌ها عادی خون آن‌ها شبهاتی پیش آید، یا اینکه در عملکرد آن‌ها پیشرفتی چشمگیر ایجاد شده که بعید است آن را به روند طبیعی پیشرفت منتسب دانست.

### مترو
برای کاستن از ترافیک و آلودگی هوای پکن در جریان مسابقات المپیک، سه خطّ متروی جدید به قطار شهری پکن افزوده شد. تاریخ گشایش این سه خط مترو یک روز پیش از آغاز طرح ممنوعیت رفت‌وآمد اتومبیلها در شهر پکن برقرار شد که با اجرای آن از هشتم تا بیست و چهارم اوت، بیش از یک میلیون ماشین و وسیله نقلیه دیگر اجازه عبور و مرور در خیابان‌های پکن نخواهند داشت.

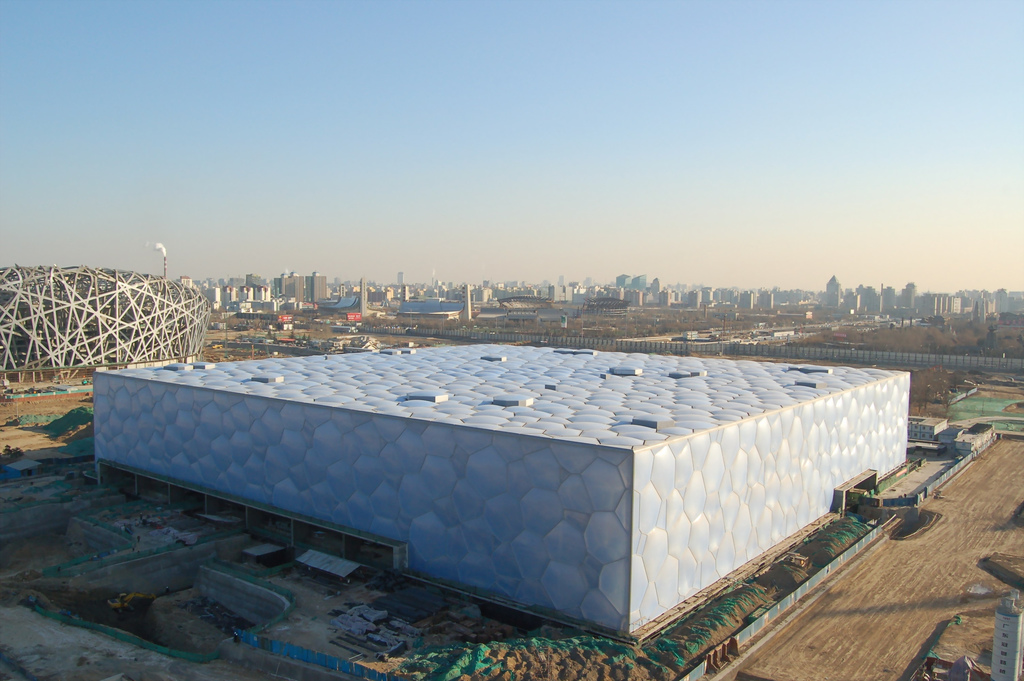
نمایی از استادیوم ورزش‌های آبی بازی‌های المپیک موسوم به مکعب آب.

## بازی‌ها و تعداد مدال‌های طلا در هر رشته
در این دوره از بازی‌های المپیک ۲۸ رشته ورزشی برگزار و ۳۰۲ دست مدال توزیع شد که یکی از المپیک آتن بیشتر بود. البته در مشت‌زنی، تکواندو، جودو و کشتی از برنز مشترک استفاده شد و دو نفر روی سکوی سوم ایستادند، به این ترتیب تعداد مدال‌های برنز بیشتر بود. از این ۲۸ رشته فقط ۸ رشته ورزش‌های گروهی بودند و ۱۶ مدال در آن‌ها (۸ تا برای زنان و ۸ تا برای مردان) توزیع گشت.
دو و میدانی با ۴۷ مدال و شنا (به جز شیرجه و شنای موزون و همراه با شنای ماراتن) با ۳۴ مدال، مدال‌آورترین رشته‌ها در این المپیاد ورزشی هستند.
- مردان: ۱۶۵ رقابت
- زنان: ۱۲۷ رقابت
- آزاد (مختلط): ۱۰ رقابت

| - تیراندازی با کمان (۴) - دو و میدانی (۴۷) - بدمینتون (۵) - بیسبال (۱) - بسکتبال (۲) - مشت‌زنی (۱۱) - کانو و کایاک (۱۶) - دوچرخه‌سواری (۱۸) |  | - شیرجه (۸) - سوارکاری (۶) - شمشیربازی (۱۰) - هاکی روی چمن (۲) - فوتبال (۲) - ژیمناستیک (۱۸) - هندبال (۲) - جودو (۱۴) |  | - پنج‌گانه مدرن (2) - روئینگ (14) - قایقرانی بادبانی (11) - تیراندازی (15) - سافتبال (1) - شنا (34) - شنای موزون (2) - تنیس روی میز (4) |  | - تکواندو (8) - تنیس (4) - سه‌گانه (2) - والیبال (4) - واترپلو (2) - وزنه‌برداری (15) - کشتی (18) |

## کشورهای شرکت‌کننده
| - افغانستان (۴) - آلبانی (۱۱) - الجزایر (۶۲) - ساموآی آمریکا (۴) - آندورا (۵) - آنگولا (۳۲) - آنتیگوآ و باربودا (۵) - آرژانتین (۱۳۷) - ارمنستان (۲۵) - آروبا (۲) - استرالیا (۴۳۳) - اتریش (۷۰) - جمهوری آذربایجان (۴۴) - باهاما (۲۵) - بحرین (۱۵) - بنگلادش (۵) - باربادوس (۶) - بلاروس (۱۸۱) - بلژیک (۹۶) - بلیز (۳) - بنین (۵) - برمودا (۶) - بوتان (۲) - بولیوی (۷) - بوسنی و هرزگوین (۵) - بوتسوانا (۱۲) - برزیل (۲۷۷) - جزایر ویرجین بریتانیا (۲) - بلغارستان (۷۲) - بورکینافاسو (۶) - بوروندی (۳) - کامبوج (۴) - کامرون (۳۳) - کانادا (۳۳۲) - کیپ ورد (۲) - جزایر کیمن (۴) - جمهوری آفریقای مرکزی (۳) - چاد (۲) - شیلی (۲۷) - چین (۶۳۹) (میزبان) - کلمبیا (۶۴) - کومور (۳) - جمهوری کنگو (۵) - جمهوری دموکراتیک کنگو (۵) - جزایر کوک (۴) - کاستاریکا (۸) - کرواسی (۱۰۵) - کوبا (۱۴۹) - قبرس (۱۷) - جمهوری چک (۱۳۴) - دانمارک (۸۴) - جیبوتی (۲) - دومینیکا (۲) - جمهوری دومینیکن (۲۵) - اکوادور (۲۵) - مصر (۱۰۳) - السالوادور (۱۱) - گینه استوایی (۳) - اریتره (۹) - استونی (۴۷) - اتیوپی (۲۲) - فیجی (۶) - فنلاند (۵۸) - فرانسه (۳۲۳) - گابن (۴) - گامبیا (۳) - گرجستان (۳۵) - آلمان (۴۶۳) - غنا (۹) - بریتانیای کبیر (۳۱۱) - یونان (۱۵۶) - گرنادا (۹) - گوآم (۵) - گواتمالا (۱۲) - گینه (۵) - گینه بیسائو (۳) - گویان (۵) - هائیتی (۷) - هندوراس (۲۵) - هنگ کنگ (۳۴) - مجارستان (۱۷۱) - ایسلند (۲۸) - هند (۵۷) - اندونزی (۲۴) - ایران (۵۵) - عراق (۴) - ایرلند (۵۴) - اسرائیل (۴۳) - ایتالیا (۳۴۴) - ساحل عاج (۲۰) - جامائیکا (۵۰) - ژاپن (۳۵۱) - اردن (۷) - قزاقستان (۱۳۲) - کنیا (۵۶) - کیریباتی (۲) - کره شمالی (۶۳) - کره جنوبی (۲۶۷) - کویت (۶) - قرقیزستان (۲۱) - لائوس (۴) - لتونی (۵۰) - لبنان (۵) - لسوتو (۵) - لیبریا (۳) - لیبی (۷) - لیختن‌اشتاین (۲) - لیتوانی (۷۱) - لوکزامبورگ (۱۲) - مقدونیه (۷) - ماداگاسکار (۴) - مالاوی (۴) - مالزی (۳۳) - مالدیو (۳) - مالی (۱۷) - مالت (۶) - جزایر مارشال (۵) - موریتانی (۲) - موریس (۱۲) - مکزیک (۸۵) - ایالات فدرال میکرونزی (5) - مولداوی (۳۱) - موناکو (۵) - مغولستان (۲۹) - مونته‌نگرو (۳۱) - مراکش (۵۷) - موزامبیک (۵) - میانمار (۶) - نامیبیا (۹) - نائورو (۱) - نپال (۸) - هلند (۲۴۵) - آنتیل هلند (۳) - نیوزیلند (۱۸۲) - نیکاراگوئه (۶) - نیجر (۵) - نیجریه (۳۳) - نروژ (۸۵) - عمان (۵) - پاکستان (۲۱) - پالائو (۵) - فلسطین (۴) - پاناما (۳) - پاپوآ گینه نو (۷) - پاراگوئه (۵) - پرو (۱۲) - فیلیپین (۱۵) - لهستان (۲۶۸) - پرتغال (۷۷) - پورتوریکو (۲۲) - قطر (۲۲) - رومانی (۱۰۲) - روسیه (۴۶۷) - رواندا (۴) - سنت کیتس و نویس (۴) - سنت لوسیا (۶) - سنت وینسنت و گرنادین‌ها (۲) - ساموآ (۶) - سان مارینو (۴) - سائوتومه و پرنسیپ (۳) - عربستان سعودی (۱۶) - سنگال (۱۲) - صربستان (۹۲) - سیشل (۸) - سیرالئون (۳) - سنگاپور (۲۵) - اسلواکی (۵۷) - اسلوونی (۶۲) - جزایر سلیمان (۳) - سومالی (۲) - آفریقای جنوبی (۱۳۶) - اسپانیا (۲۸۶) - سری‌لانکا (۸) - سودان (۹) - سورینام (۴) - سوازیلند (۴) - سوئد (۱۳۴) - سوئیس (۸۴) - سوریه (۸) - چین تایپه (۸۰) - تاجیکستان (۱۳) - تانزانیا (۱۰) - تایلند (۵۱) - تیمور شرقی (۲) - توگو (۴) - تونگا (۳) - ترینیداد و توباگو (۳۰) - تونس (۳۲) - ترکیه (۶۸) - ترکمنستان (۱۰) - تووالو (۳) - اوگاندا (۱۵) - اوکراین (۲۵۴) - امارات متحده عربی (۸) - ایالات متحده آمریکا (۵۹۶) - اروگوئه (۱۲) - ازبکستان (۵۸) - وانواتو (۳) - ونزوئلا (۱۰۹) - ویتنام (۲۱) - جزایر ویرجین (۵) - یمن (۵) - زامبیا (۸) - زیمبابوه (۱۳) |

## جدول شمارش مدال‌ها
| رتبه | کشورها                    | طلا | نقره | برنز | مجموع |
| ۱    | چین (CHN)                 | ۵۱  | ۲۱   | ۲۸   | ۱۰۰   |
| ۲    | ایالات متحده آمریکا (USA) | ۳۶  | ۳۸   | ۳۶   | ۱۱۰   |
| ۳    | روسیه (RUS)               | ۲۳  | ۲۱   | ۲۸   | ۷۲    |
| ۴    | بریتانیای کبیر (GBR)      | ۱۹  | ۱۳   | ۱۵   | ۴۷    |
| ۵    | آلمان (GER)               | ۱۶  | ۱۰   | ۱۵   | ۴۱    |
| ۶    | استرالیا (AUS)            | ۱۴  | ۱۵   | ۱۷   | ۴۶    |
| ۷    | کره جنوبی (KOR)           | ۱۳  | ۱۰   | ۸    | ۳۱    |
| ۸    | ژاپن (JPN)                | ۹   | ۶    | ۱۰   | ۲۵    |
| ۹    | ایتالیا (ITA)             | ۸   | ۹    | ۱۰   | ۲۷    |
| ۱۰   | فرانسه (FRA)              | ۷   | ۱۶   | ۱۸   | ۴۱    |
| ۱۱   | اوکراین (UKR)             | ۷   | ۵    | ۱۵   | ۲۷    |
| ۱۲   | هلند (NED)                | ۷   | ۵    | ۴    | ۱۶    |
| ۱۳   | کنیا (KEN)                | ۶   | ۴    | ۴    | ۱۴    |
| ۱۴   | جامائیکا (JAM)            | ۶   | ۳    | ۲    | ۱۱    |
| ۱۵   | اسپانیا (ESP)             | ۵   | ۱۰   | ۳    | ۱۸    |

مدالهای المپیک پکن

با پایان مسابقات در ۲۴ اوت سال ۲۰۰۸ نهایتاً ۸۸ کشور به کسب مدال و ۵۵ کشور به دریافت مدال طلا نائل آمدند، در میان کشورهای قاره آسیا نیز ۱۸ کشور صاحب مدال شده و ۱۱ کشور به مدال طلا دست یافته‌اند.
کاروان ورزشی ایران در رده ۵۱ مسابقات قرار گرفت و کاروان ۴ نفره افغانستان با اولین مدال تاریخ ورزش خود در المپیک در رده ۸۱ مشترک جای گرفت.

## تقویم
تقویم پیش روی برای بازی‌های المپیک تابستانی ۲۰۰۸ جدیدترین تقویم بازی‌ها است که در دسترس عموم قرار دارد و آخرین بار در تاریخ ۲۹ مارس ۲۰۰۷ از سوی مسئولین بازی‌های المپیک تابستانی ۲۰۰۸ به روز شده‌است. هر جعبه آبی رنگ نشانهٔ حداقل یک واقعه ورزشی است که در حیطه هر رشته خاص برگزار می‌شود. جعبه آبی رنگ نشانهٔ روز آخر مسابقات و بازی‌های روز فینال است که مدال در آن روزها در آن رشته خاص تقسیم می‌شود.
| ● | مراسم افتتاحیه | ● | روز بازی‌ها | ● | روز فینال | ● | مراسم اختتامیه |

| اوت          | ۶ | ۷ | ۸ | ۹ | ۱۰ | ۱۱ | ۱۲ | ۱۳ | ۱۴ | ۱۵ | ۱۶ | ۱۷ | ۱۸ | ۱۹ | ۲۰ | ۲۱ | ۲۲ | ۲۳ | ۲۴ | رشته‌های مدال‌آور |
| ------------ | - | - | - | - | -- | -- | -- | -- | -- | -- | -- | -- | -- | -- | -- | -- | -- | -- | -- | --------------- |
| جشن‌ها        |   |   | ● |   |    |    |    |    |    |    |    |    |    |    |    |    |    |    | ●  |                 |
| تیر و کمان   |   |   |   |   | ۱  | ۱  |    |    | ۱  | ۱  |    |    |    |    |    |    |    |    |    | ۴               |
| دو و میدانی  |   |   |   |   |    |    |    |    |    | ۲  | ۴  | ۶  | ۶  | ۵  | ۳  | ۶  | ۷  | ۷  | ۱  | ۴۷              |
| بدمینتون     |   |   |   |   |    |    |    |    |    | ۱  | ۲  | ۲  |    |    |    |    |    |    |    | ۵               |
| بیسبال       |   |   |   |   |    |    |    |    |    |    |    |    |    |    |    |    |    | ۱  |    | ۱               |
| بسکتبال      |   |   |   |   |    |    |    |    |    |    |    |    |    |    |    |    |    | ۱  | ۱  | ۲               |
| بوکس         |   |   |   |   |    |    |    |    |    |    |    |    |    |    |    |    |    | ۵  | ۶  | ۱۱              |
| قایقرانی     |   |   |   |   |    |    |    |    | ۲  |    |    |    |    |    |    |    | ۶  | ۶  |    | ۱۶              |
| دوچرخه‌سواری  |   |   |   | ۱ | ۱  |    |    | ۲  |    | ۱  | ۳  | ۱  | ۲  | ۳  |    | ۲  | ۱  | ۱  |    | ۱۸              |
| شیرجه        |   |   |   |   | ۱  | ۱  | ۱  | ۱  |    |    |    | ۱  |    | ۱  |    | ۱  |    | ۱  |    | ۸               |
| سوارکاری     |   |   |   |   |    |    | ۲  |    | ۱  |    |    |    | ۱  | ۱  | ۱  |    |    |    |    | ۶               |
| شمشیربازی    |   |   |   | ۱ | ۱  | ۱  | ۱  | ۲  | ۱  | ۱  | ۱  | ۱  |    |    |    |    |    |    |    | ۱۰              |
| هاکی روی چمن |   |   |   |   |    |    |    |    |    |    |    |    |    |    |    |    | ۱  | ۱  |    | ۲               |
| فوتبال       |   |   |   |   |    |    |    |    |    |    |    |    |    |    |    | ۱  |    | ۱  |    | ۲               |
| ژیمناستیک    |   |   |   |   |    |    | ۱  | ۱  | ۱  | ۱  |    | ۴  | ۴  | ۴  |    |    |    | ۱  | ۱  | ۱۸              |
| هندبال       |   |   |   |   |    |    |    |    |    |    |    |    |    |    |    |    |    | ۱  | ۱  | ۲               |
| جودو         |   |   |   | ۲ | ۲  | ۲  | ۲  | ۲  | ۲  | ۲  |    |    |    |    |    |    |    |    |    | ۱۴              |
| پنج‌گانه      |   |   |   |   |    |    |    |    |    |    |    |    |    |    |    | ۱  | ۱  |    |    | ۲               |
| رویینگ       |   |   |   |   |    |    |    |    |    |    | ۷  | ۷  |    |    |    |    |    |    |    | ۱۴              |
| قایقرانی     |   |   |   |   |    |    |    |    |    |    | ۲  | ۱  | ۲  | ۲  | ۲  | ۲  |    |    |    | ۱۱              |
| تیراندازی    |   |   |   | ۲ | ۲  | ۲  | ۲  | ۱  | ۲  | ۱  | ۲  | ۱  |    |    |    |    |    |    |    | ۱۵              |
| سافتبال      |   |   |   |   |    |    |    |    |    |    |    |    |    |    |    | ۱  |    |    |    | ۱               |
| شنا          |   |   |   |   | ۴  | ۴  | ۴  | ۴  | ۴  | ۴  | ۴  | ۴  |    |    | ۱  | ۱  |    |    |    | ۳۴              |
| رقص آبی      |   |   |   |   |    |    |    |    |    |    |    |    |    |    | ۱  |    |    | ۱  |    | ۲               |
| تنیس روی میز |   |   |   |   |    |    |    |    |    |    |    | ۱  | ۱  |    |    |    | ۱  | ۱  |    | ۴               |
| تکواندو      |   |   |   |   |    |    |    |    |    |    |    |    |    |    | ۲  | ۲  | ۲  | ۲  |    | ۸               |
| تنیس         |   |   |   |   |    |    |    |    |    |    | ۲  | ۲  |    |    |    |    |    |    |    | ۴               |
| سه‌گانه       |   |   |   |   |    |    |    |    |    |    |    |    | ۱  | ۱  |    |    |    |    |    | ۲               |
| والیبال      |   |   |   |   |    |    |    |    |    |    |    |    |    |    |    | ۱  | ۱  | ۱  | ۱  | ۴               |
| واترپلو      |   |   |   |   |    |    |    |    |    |    |    |    |    |    |    | ۱  |    |    | ۱  | ۲               |
| وزنه‌برداری   |   |   |   | ۱ | ۲  | ۲  | ۲  | ۲  |    | ۲  | ۱  | ۱  | ۱  | ۱  |    |    |    |    |    | ۱۵              |
| کُشتی         |   |   |   |   |    |    | ۲  | ۲  | ۳  |    | ۲  | ۲  |    | ۲  | ۲  | ۳  |    |    |    | ۱۸              |
| اوت          | ۶ | ۷ | ۸ | ۹ | ۱۰ | ۱۱ | ۱۲ | ۱۳ | ۱۴ | ۱۵ | ۱۶ | ۱۷ | ۱۸ | ۱۹ | ۲۰ | ۲۱ | ۲۲ | ۲۳ | ۲۴ | ۳۰۲             |

## رکوردشکنی‌ها
اگرچه ورزش‌کاران شرکت‌کننده در المپیک استراتژی خود را بر پیروزی در میدان رقابت و کسب مدال متمرکز کرده و به رکورد شکنی چندان توجهی ندارند، اما در پایان المپیک ۴۳ رکورد دنیا و ۱۳۲ رکورد المپیک در این مسابقات جابه‌جا شدند. شاید مهم‌ترین آنان در شنا و موفقیت مایکل فلپس شناگر آمریکایی باشد. مایکل فلپس با دریافت هشتمین مدال طلای خود در این المپیک نه تنها به عنوان بزرگ‌ترین دارنده مدال طلا درتاریخ المپیک با مجموع ۱۴ مدال رسید بلکه از لحاظ تعداد مدال دریک دوره المپیک نیز رکورد شناگر آمریکایی مارک اسپیتز در سال ۱۹۷۲ را شکست. در ۴۰۰ متر مختلط با شکستن رکورد دنیا (و خودش) با کاهش آن به ۴:۳٬۸۴ به کسب اولین مدال طلای مسابقات شنا انجامید، و یک رکورد جدید برای ۲۰۰ متر آزاد دنیا و المپیک با ۱:۴۲٫۹۶ به همراه رکورد المپیک و دنیا در ۴ در ۱۰۰ متر امدادی آزاد با ۳:۸٫۲۴ در کنار یارانش و همچنین شکستن رکورد دنیا در نیمه نهایی ۱۰۰ متر کرال پشت با ۵۸٫۷۷ ثانیه زنان توسط کریستی کاونتری توسط شناگر اهل زیمبابوه بوده‌اند. هر چند او رقابت فینال را به ناتالی کاگلین آمریکایی واگذار کرد.

## حاشیه
- یک روز پس از آغاز المپیک یکی از خویشاوندان مربی تیم والیبال آمریکا در مقر استقرار مربیان آمریکایی به قتل رسید. پیش از آن نیز چند آمریکایی به قتل رسیده بودند.[۲۵]
- جونگ سو کیم یک تیرانداز کره شمالی به دلیل استفاده از داروی ممنوعه پروپرانولول (برای جلوگیری از لرزش دست، کاهش ضربان قلب و فشار خون و اضطراب صحنه) استفاده کرد، از مسابقات اخراج و یک مدال نقره و یک مدال برنز او پس گرفته شد.
- تی نگان تونگ دو، ژیمناست زن ویتنام هم به دلیل استفاده از یک داروی ممنوعه دیگر از رقابت‌ها اخراج شد.[۲۶]
- دخترانی که برای اجرای مراسم میزبانی مسابقات در نظر گرفته شدند، تحت آموزش‌های بسیار سخت گیرانه‌ای قرار گرفته بودند. از حدود ۵۰۰۰ دختری که از کالج‌های چین به عنوان میزبان تحت آزمایش قرار گرفتند تنها ۲۵۰ نفر انتخاب شدند. تناسب بدنی و زیبایی یکی از مهم‌ترین معیارهای انتخاب آنان بوده‌است.[۲۷]
- انتقادهایی در مورد داوری مسابقات از سوی برخی کشورها مطرح شد آن‌ها مدعی بودند که داوران نتایج را به سود ورزشکاران چین تغییر داده‌اند.[۲۸]
- در پی مشکوک شدن به سن اعلام شده ورزشکاران، کمیته بین‌المللی المپیک اعلام کرد که قصد دارد دربارهٔ سن واقعی یک ورزشکار چینی تحقیق کند.[۲۹]